# Ugandatrichia
Ugandatrichia is een geslacht van schietmotten uit de familie Hydroptilidae.

## Soorten
Deze lijst van 30 stuks is mogelijk niet compleet.
- U. acuta Mosely, 1939
- U. africana (G Marlier & F Vaillant, 1967)
- U. atakpamensis FM Gibon, 1987
- U. cathyae A Wells, 1991
- U. cyanotrichia (DE Kimmins, 1951)
- U. dentata A Wells & T Andersen, 1995
- U. frigoris W Mey, 1998
- U. hairanga J Olah, 1989
- U. honga J Olah, 1989
- U. kanikar H Malicky & P Chantaramongkol, 1991
- U. kebumen A Wells & H Malicky, 1997
- U. kerdmuang H Malicky & P Chantaramongkol, 1991
- U. kuringhat H Malicky & P Chantaramongkol, 2007
- U. lampai A Wells & J Huisman, 1992
- U. maliwan H Malicky & P Chantaramongkol, 1991
- U. manensis FM Gibon, 1987
- U. mindanaensis W Mey, 1998
- U. mindoroensis W Mey, 1995
- U. minor Mosely, 1939
- U. navicularis YG Xue & LF Yang, 1990
- U. nigra Mosely, 1939
- U. nikataruwa (F Schmid, 1958)
- U. rhodesiensis KMF Scott, 1976
- U. sanana J Olah, 1989
- U. sourya (F Schmid, 1960)
- U. spinata A Wells & D Dudgeon, 1990
- U. taiwanensis LP Hsu & CS Chen, 2002
- U. tanzaniensis A Wells & T Andersen, 1995
- U. violacea (KJ Morton, 1902)
- U. yameogoi FM Gibon, 1987